# Runaway (песня Lil Peep)
«Runaway» (с англ. — «Сбежать») — песня американского рэпера Lil Peep с его посмертного альбома Come Over When You're Sober, Pt. 2, выпущенная в день рождения артиста 1 ноября 2018 года.

## История
1 ноября 2018 года, в день рождения Lil Peep, на YouTube вышел посмертный клип с треком с грядущего посмертного альбома Come Over When You're Sober, Pt. 2. Клип срежиссирован матерью Lil Peep Liza Womack и Steven Mertens.
17 февраля 2023 года на YouTube и цифровых площадках вышла оригинальная версия песни. Вскорее 10 ноября 2023 года оригинальная версия песни вошла в альбом Come Over When You’re Sober, Pt. 2 (og version)

## Чарты
| Чарт (2018)                           | Высшая позиция |
| ------------------------------------- | -------------- |
| Швейцария (Global Top Digital Single) | 28             |
| Новая Зеландия (NZ Hot Singles)       | 28             |
| Швеция (Swedish Heatseeker)           | 18             |